# Locarn
Locarn (in bretone Lokarn) è un comune francese di 555 abitanti situato nel dipartimento delle Côtes-d'Armor nella regione della Bretagna.

## Società

### Evoluzione demografica
Abitanti censiti